# Musca nobilis
Musca nobilis är en tvåvingeart som först beskrevs av Johannes von Nepomuk Franz Xaver Gistel 1856.  Musca nobilis ingår i släktet Musca, ordningen tvåvingar, klassen egentliga insekter, fylumet leddjur och riket djur.
Artens utbredningsområde är Egypten. Inga underarter finns listade i Catalogue of Life.